# The House of the Dead 2 and 3 Return
 (septembre 2017).
Si vous disposez d'ouvrages ou d'articles de référence ou si vous connaissez des sites web de qualité traitant du thème abordé ici, merci de compléter l'article en donnant les références utiles à sa vérifiabilité et en les liant à la section « Notes et références ».
The House of the Dead 2 and 3 Return est une compilation de jeux vidéo regroupant The House of the Dead 2 et The House of the Dead III, sorti sur Wii en 2008. C'est en grande partie les mêmes que les originaux, sauf quelques modifications mineures. Une nouvelle attaque de mêlée peut être utilisée pour se défendre et le jeu est compatible Wii Zapper.

## Accueil
- Jeuxvideo.com : 12/20[1]